# Грефенрода
Грефенрода (њем. Gräfenroda) општина је у њемачкој савезној држави Тирингија. Једно је од 44 општинска средишта округа Илм. Према процјени из 2010. у општини је живјело 3.456 становника. Посједује регионалну шифру (AGS) 16070024.

## Географски и демографски подаци
Грефенрода се налази у савезној држави Тирингија у округу Илм. Општина се налази на надморској висини од 400 метара. Површина општине износи 23,3 km². У самом мјесту је, према процјени из 2010. године, живјело 3.456 становника. Просјечна густина становништва износи 148 становника/km².

## Међународна сарадња
| Мјесто | Држава    | Врста сарадње | Од    |
| ------ | --------- | ------------- | ----- |
|        | Француска | партнерство   | 1993. |
|        | Француска | партнерство   | 1972. |
| Извор  |           |               |       |